# Sigmaxinella arborea
Sigmaxinella arborea är en svampdjursart som beskrevs av James Barrie Kirkpatrick 1903. Sigmaxinella arborea ingår i släktet Sigmaxinella och familjen Desmacellidae.
Artens utbredningsområde är havet utanför Sydafrika. Inga underarter finns listade i Catalogue of Life.